# تراتواسپرمی
تراتواسپرمی یا تراتوزواسپرمی وضعیتی است، که مشخصه آن وجود اسپرم با مورفولوژی غیرطبیعی است که بر باروری در مردان تأثیر می‌گذارد.

## علل
علل تراتوزواسپرمی در بیشتر موارد ناشناخته است. با این حال، بیماری هوچکین، بیماری سلیاک و بیماری کرون ممکن است در برخی موارد در آن نقش داشته باشند. سبک و عادات زندگی (سیگار کشیدن، قرار گرفتن در معرض سموم، و غیره) نیز می‌تواند باعث مورفولوژی ضعیف شود. واریکوسل بیماری دیگری است که اغلب موارد با کاهش اشکال طبیعی (مورفولوژی) همراه است.
در موارد گلوبوزواسپرمی (اسپرم با سر گرد)، دستگاه گلژی به آکروزوم مورد نیاز برای لقاح تبدیل نمی‌شود.